# Quissac (Gard)
Pour les articles homonymes, voir Quissac.
Quissac est une commune française située dans le département du Gard, en région Occitanie.
Exposée à un climat méditerranéen, elle est drainée par le Vidourle, le ruisseau de Crieulon, le ruisseau de Banassou et par divers autres petits cours d'eau. La commune possède un patrimoine naturel remarquable composé de quatre zones naturelles d'intérêt écologique, faunistique et floristique.
Quissac est une commune rurale qui compte 3 449 habitants en 2022, après avoir connu une forte hausse de la population depuis 1962. Elle est ville-centre de l'unité urbaine de Quissac. Ses habitants sont appelés les Quissacois ou  Quissacoises.
Le patrimoine architectural de la commune comprend un immeuble protégé au titre des monuments historiques : le temple protestant, inscrit en 2012.

## Géographie

### Hydrographie et relief
Quissac est un village gardois situé en bordure du fleuve le Vidourle, non loin de Nîmes et de Montpellier, dominé par le massif de Coutach dont la forêt se compose essentiellement de chênes verts et dont le point culminant, au sommet d'une grande colline (presque une montagne...) de forme pyramidale, atteint 472 mètres à Piecan. Entre mer et Cévennes, Quissac fait partie de ces villages pittoresques au riche passé, entouré de vignes et de garrigues.
Le Vidourle peut connaître des crues spectaculaires, les vidourlades, qui sont dans la mémoire de tous les Quissacois. Le reste de l'année, le Vidourle a un régime proche de celui des oueds. Son débit est souvent faible, en été, presque à sec, il n'est guère impressionnant.

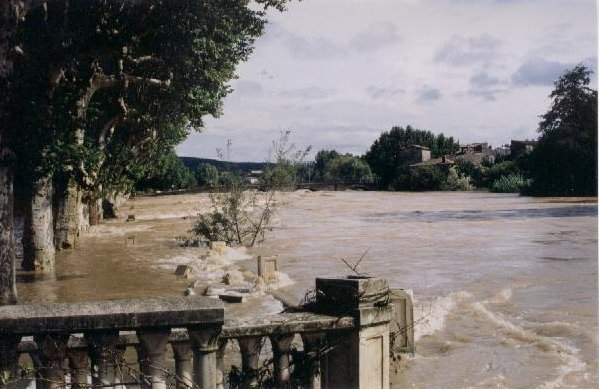
Vidourlades.

La Garonette, rivière sachant se faire discrète, disparaît sous le village pour réapparaître au pied du temple et se jeter dans le Vidourle. Ce ruisseau est cependant redoutable en cas de fort orage, notamment en automne...
Le Crieulon, affluent du Vidourle avec un régime pluvial qui peut atteindre des débits importants, a nécessité la construction d'un barrage écrêteur de crues (le barrage de la Rouvière). L'édifice se situe sur les communes de Bragassargues (pour la rive gauche) et de Quissac (rive droite).

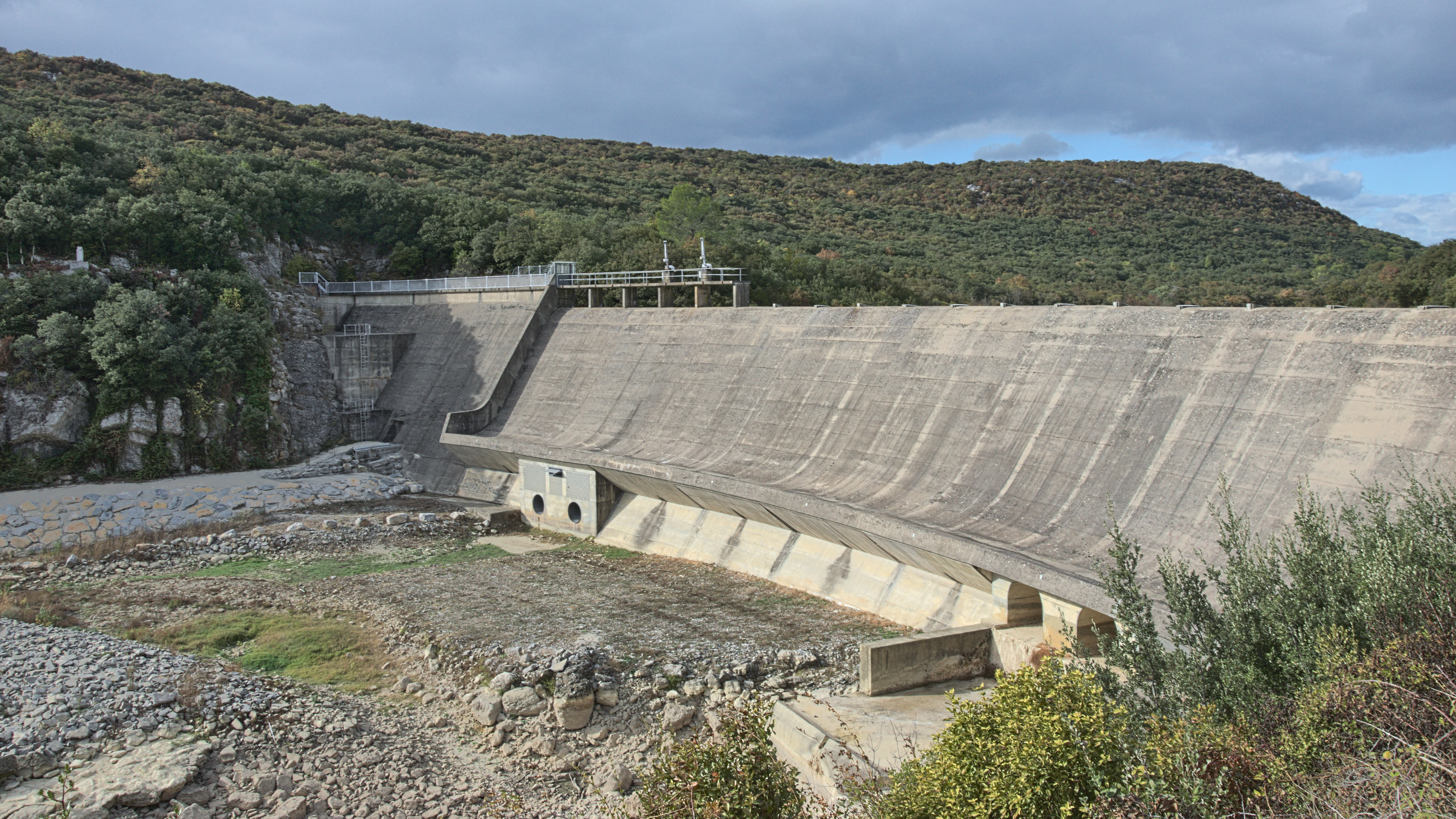
Le barrage de la Rouvière

### Climat
Pour des articles plus généraux, voir Climat de l'Occitanie et Climat du Gard.
En 2010, le climat de la commune est de type climat méditerranéen franc, selon une étude s'appuyant sur une série de données couvrant la période 1971-2000. En 2020, Météo-France publie une typologie des climats de la France métropolitaine dans laquelle la commune est exposée à un climat méditerranéen et est dans la région climatique Provence, Languedoc-Roussillon, caractérisée par une pluviométrie faible en été, un très bon ensoleillement (2 600 h/an), un été chaud (21,5 °C), un air très sec en été, sec en toutes saisons, des vents forts (fréquence de 40 à 50 % de vents > 5 m/s) et peu de brouillards.
Pour la période 1971-2000, la température annuelle moyenne est de 14,1 °C, avec une amplitude thermique annuelle de 17 °C. Le cumul annuel moyen de précipitations est de 974 mm, avec 6,7 jours de précipitations en janvier et 3,2 jours en juillet. Pour la période 1991-2020, la température moyenne annuelle observée sur la station météorologique la plus proche, située sur la commune de Vic-le-Fesq à 8 km à vol d'oiseau, est de 14,2 °C et le cumul annuel moyen de précipitations est de 844,7 mm,. Pour l'avenir, les paramètres climatiques de la commune estimés pour 2050 selon différents scénarios d’émission de gaz à effet de serre sont consultables sur un site dédié publié par Météo-France en novembre 2022.

### Milieux naturels et biodiversité
L’inventaire des zones naturelles d'intérêt écologique, faunistique et floristique (ZNIEFF) a pour objectif de réaliser une couverture des zones les plus intéressantes sur le plan écologique, essentiellement dans la perspective d’améliorer la connaissance du patrimoine naturel national et de fournir aux différents décideurs un outil d’aide à la prise en compte de l’environnement dans l’aménagement du territoire.
Deux ZNIEFF de type 1 sont recensées sur la commune :
le « barrage de la Rouvière » (49 ha), couvrant 3 communes du département, et 
les « collines marneuses du Banassou » (179 ha), couvrant 2 communes du département
et deux ZNIEFF de type 2, : 
- les « plaines de Pompignan et du Vidourle » (12 043 ha), couvrant 12 communes dont 9 dans le Gard et 3 dans l'Hérault[11] ;
- la « vallée du Vidourle de Sauve aux étangs » (691 ha), couvrant 21 communes dont 16 dans le Gard et 5 dans l'Hérault[12].

Carte des ZNIEFF de type 1 et 2 à Quissac.
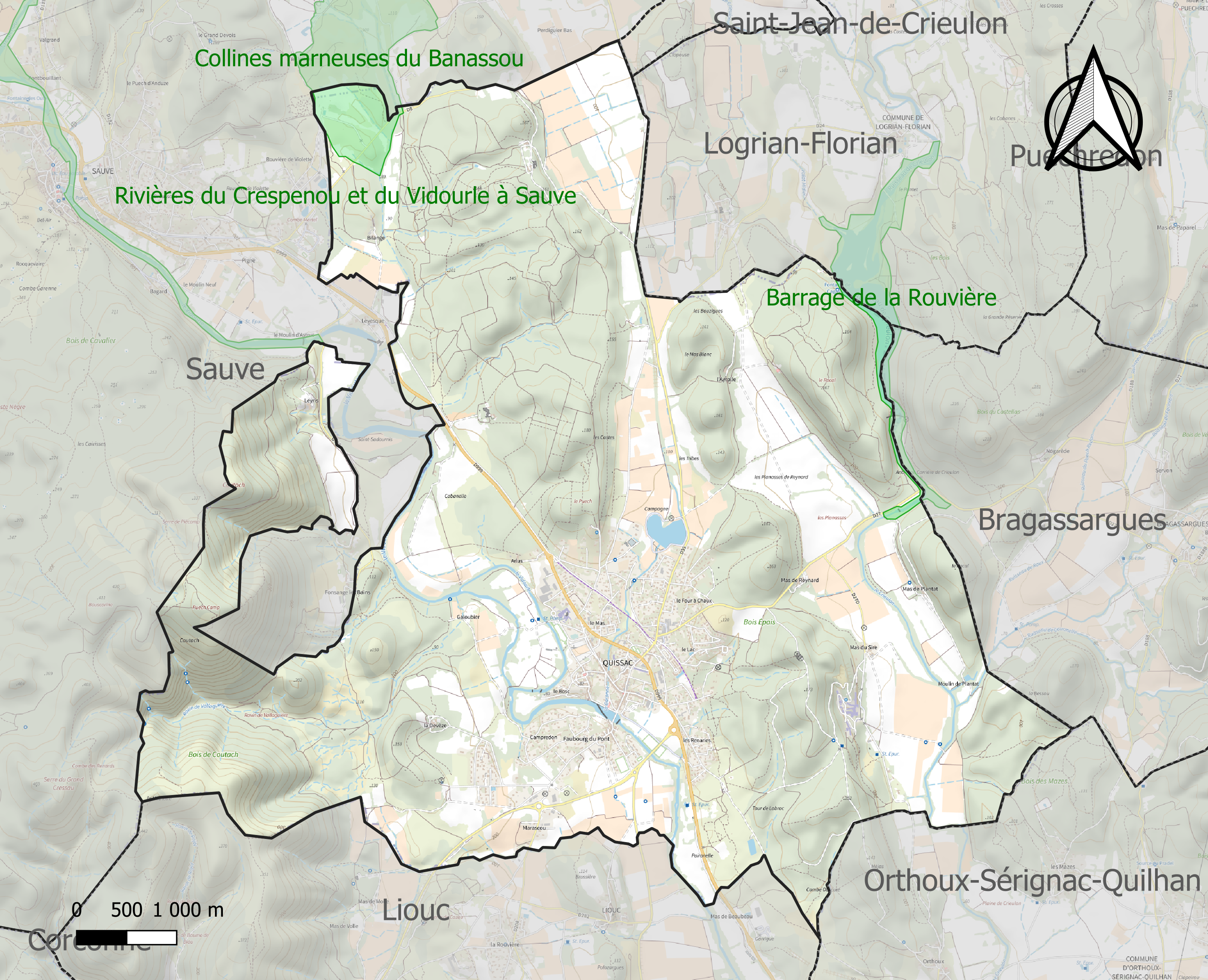
Carte des ZNIEFF de type 1 sur la commune.
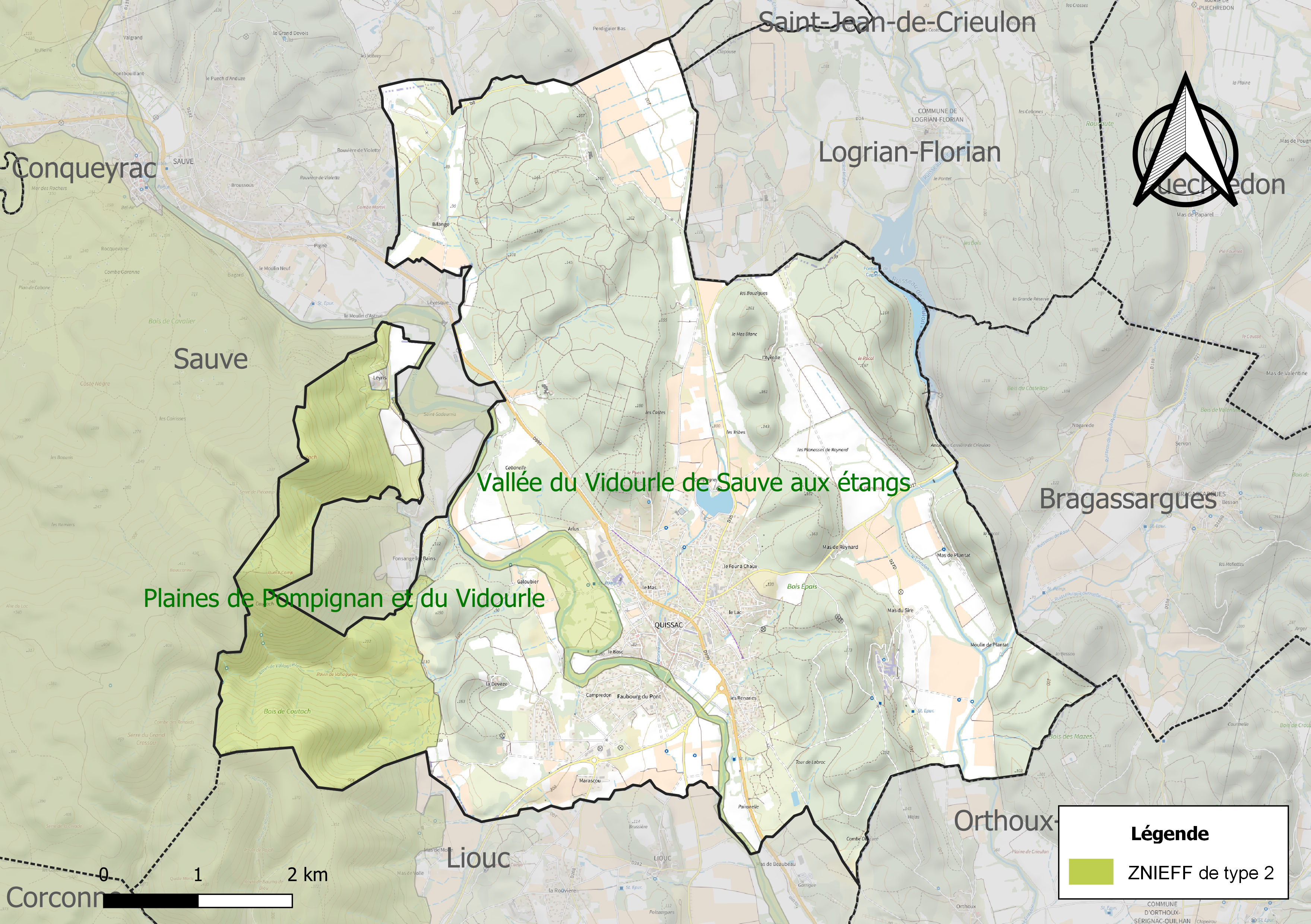
Carte des ZNIEFF de type 2 sur la commune.

## Urbanisme

### Typologie
Au 1er janvier 2024, Quissac est catégorisée bourg rural, selon la nouvelle grille communale de densité à sept niveaux définie par l'Insee en 2022.
Elle appartient à l'unité urbaine de Quissac, une agglomération intra-départementale regroupant deux  communes, dont elle est ville-centre,,. La commune est en outre hors attraction des villes,.

### Occupation des sols
L'occupation des sols de la commune, telle qu'elle ressort de la base de données européenne d’occupation biophysique des sols Corine Land Cover (CLC), est marquée par l'importance des forêts et milieux semi-naturels (58 % en 2018), en diminution par rapport à 1990 (59,4 %). La répartition détaillée en 2018 est la suivante : 
forêts (48,6 %), zones agricoles hétérogènes (15,4 %), milieux à végétation arbustive et/ou herbacée (9,5 %), cultures permanentes (9,3 %), terres arables (8,6 %), zones urbanisées (8,3 %), zones industrielles ou commerciales et réseaux de communication (0,3 %). L'évolution de l’occupation des sols de la commune et de ses infrastructures peut être observée sur les différentes représentations cartographiques du territoire : la carte de Cassini (XVIIIe siècle), la carte d'état-major (1820-1866) et les cartes ou photos aériennes de l'IGN pour la période actuelle (1950 à aujourd'hui).

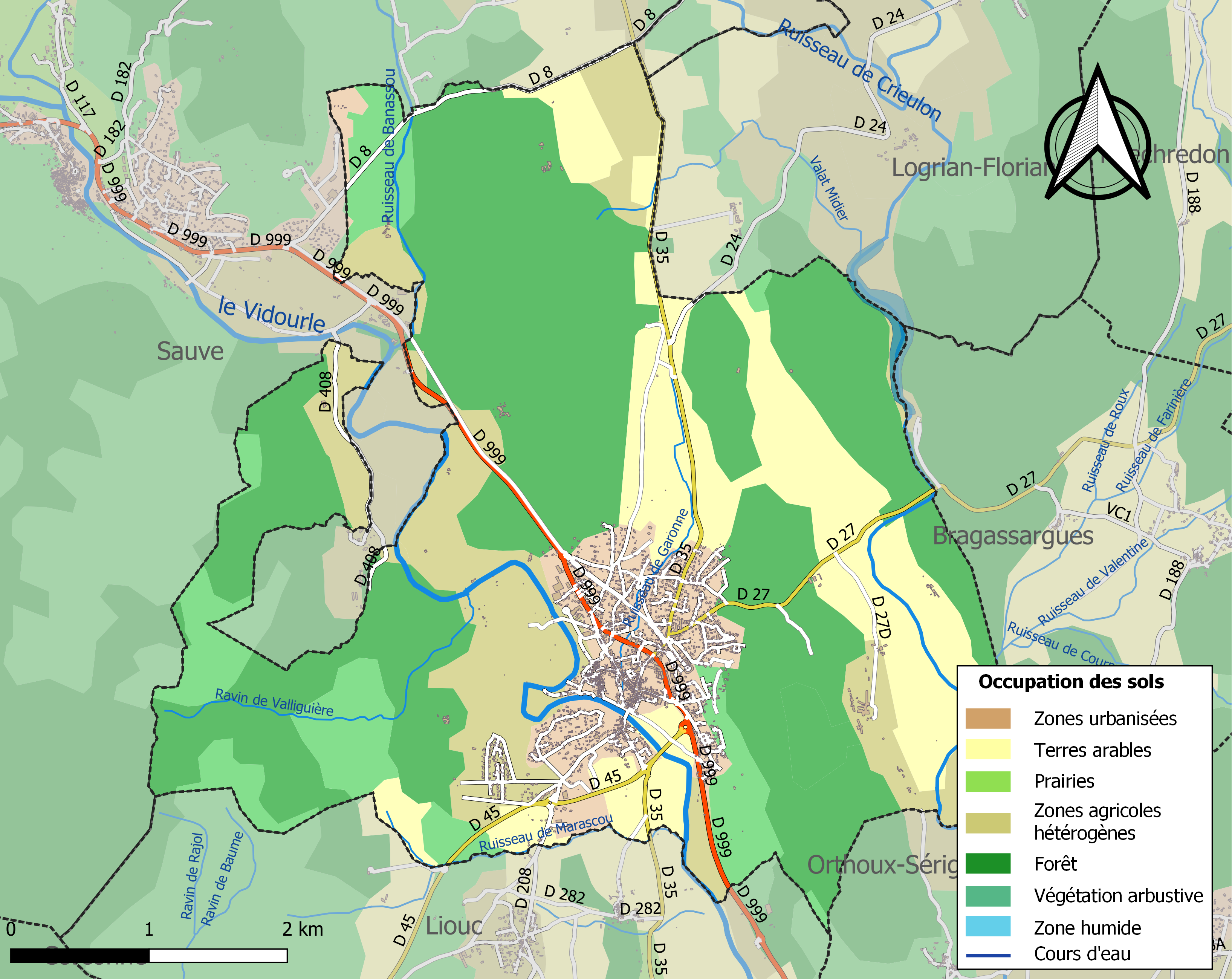
Carte des infrastructures et de l'occupation des sols de la commune en 2018 (CLC).

### Risques majeurs
Le territoire de la commune de Quissac est vulnérable à différents aléas naturels : météorologiques (tempête, orage, neige, grand froid, canicule ou sécheresse), inondations, feux de forêts et séisme (sismicité faible). Il est également exposé à un risque technologique,  le transport de matières dangereuses. Un site publié par le BRGM permet d'évaluer simplement et rapidement les risques d'un bien localisé soit par son adresse soit par le numéro de sa parcelle.

#### Risques naturels
Certaines parties du territoire communal sont susceptibles d’être affectées par le risque d’inondation par débordement de cours d'eau et par une crue torrentielle ou à montée rapide de cours d'eau, notamment le Vidourle et le ruisseau de Crieulon. La commune a été reconnue en état de catastrophe naturelle au titre des dommages causés par les inondations et coulées de boue survenues en 1982, 1992, 1993, 1994, 1995, 2001, 2002, 2010, 2014 et 2021,.

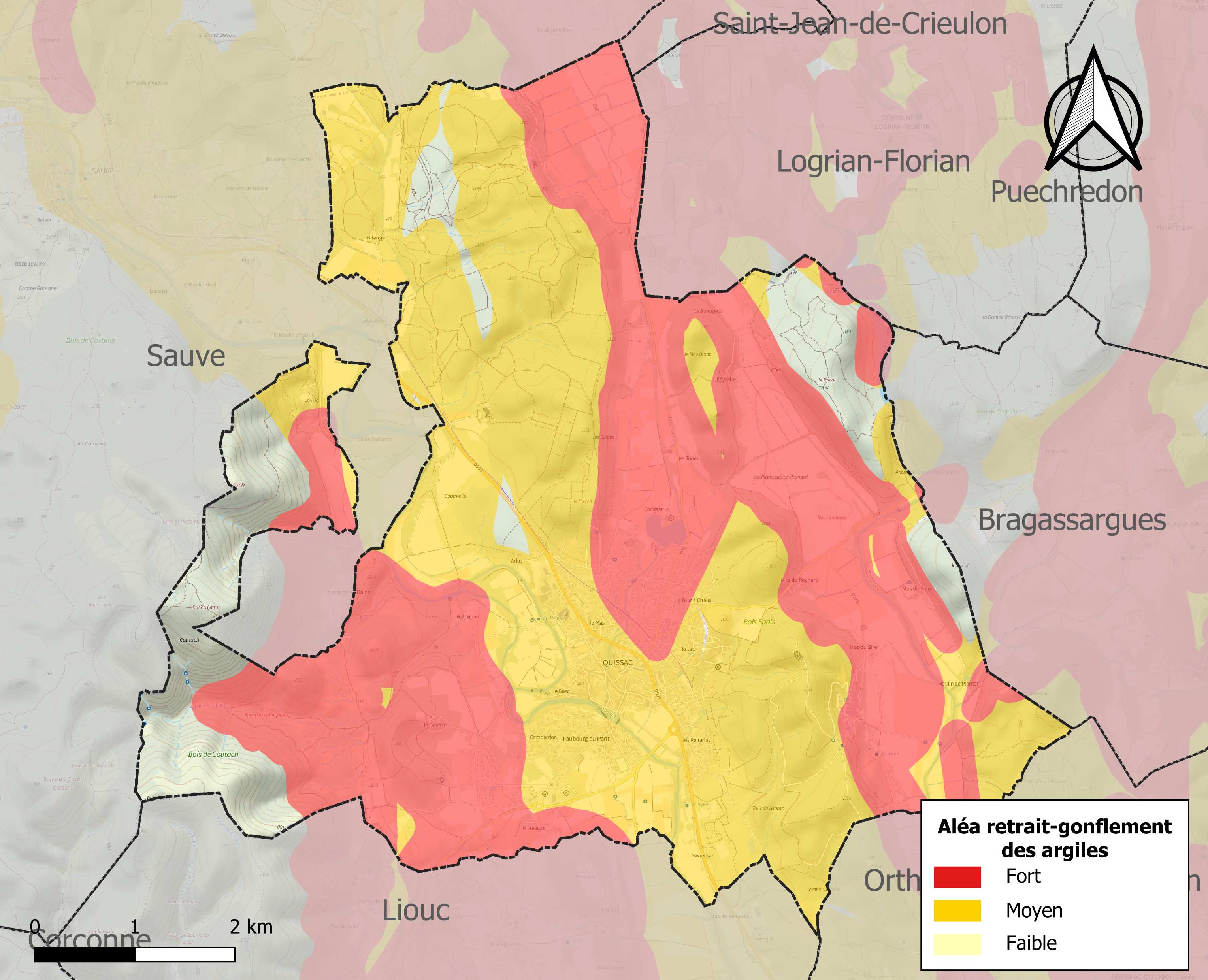
Carte des zones d'aléa retrait-gonflement des sols argileux de Quissac.

Le retrait-gonflement des sols argileux est susceptible d'engendrer des dommages importants aux bâtiments en cas d’alternance de périodes de sécheresse et de pluie. 88,4 % de la superficie communale est en aléa moyen ou fort (67,5 % au niveau départemental et 48,5 % au niveau national). Sur les 1 208 bâtiments dénombrés sur la commune en 2019, 1203 sont en aléa moyen ou fort, soit 100 %, à comparer aux 90 % au niveau départemental et 54 % au niveau national. Une cartographie de l'exposition du territoire national au retrait gonflement des sols argileux est disponible sur le site du BRGM,.
Par ailleurs, afin de mieux appréhender le risque d’affaissement de terrain, l'inventaire national des cavités souterraines permet de localiser celles situées sur la commune.

#### Risques technologiques
Le risque de transport de matières dangereuses sur la commune est lié à sa traversée par des infrastructures routières ou ferroviaires importantes ou la présence d'une canalisation de transport d'hydrocarbures. Un accident se produisant sur de telles infrastructures est en effet susceptible d’avoir des effets graves au bâti ou aux personnes jusqu’à 350 m, selon la nature du matériau transporté. Des dispositions d’urbanisme peuvent être préconisées en conséquence.

## Toponymie
Nommé Quintiacum dans un texte latin médiéval de 1274, ce nom signifie "le domaine de Quintus", nom romain de personne ("le Cinquième").

## Histoire
La fondation de Quissac remonte au Moyen Âge, comme en témoigne le quartier de Vièle. Avec ses ruelles étroites et ses maisons en pierre, le vieux quartier de Quissac a gardé son authenticité. On trouve la première mention de Quissac en 1274 : son église dépend alors de l'abbaye de Sauve. La paroisse devient ensuite le centre d'un des archiprêtrés mis en place à la fin du XVIIe siècle pour renforcer l’encadrement catholique de la région, l'église étant reconstruite et agrandie à la même période. La population est cependant majoritairement protestante. L’industrie textile et des peaux se développe : le bourg devient un centre de fabrication de chapeaux et de bas de soie, activité qui perdurera jusqu'au XXe siècle.
Avec le XIXe siècle et l'essor économique de la vigne, le village se développe, aidé par l'arrivée du chemin de fer en 1872. L'existence de tanneries sur le Vidourle, mais également des activités plus traditionnelles comme le commerce de bestiaux et les traditionnelles magnaneries, participent à ce développement.
Autour du « Camp Neuf », un deuxième village se constitue.
À noter également, la construction au milieu du XIXe siècle d'un canal d'irrigation à partir du Vidourle, allant de Quissac à Orthoux.

## Héraldique
| Blason de Quissac | Blason  | D'argent au pont de sept arches de gueules, celle du milieu plus grande, sommé d'un saule pleureur de sinople et posé sur des ondes du même mouvant de la pointe. |
| Blason de Quissac | Détails | Le statut officiel du blason reste à déterminer. |

## Politique et administration

### Rattachements administratifs et électoraux
Quissac appartient à l'arrondissement du Vigan et au canton de Quissac, dont elle est le chef-lieu depuis sa création. Le redécoupage cantonal de 2014 en a modifié sa composition.
Pour l'élection des députés, la commune fait partie de la cinquième circonscription du Gard, représentée depuis juin 2024 par Alexandre Allegret-Pilot (UDR Union des droites pour la République).
Sur le plan des institutions judiciaires, la commune relève du tribunal d'instance, du tribunal de grande instance et du conseil de prud’hommes d'Alès, du tribunal pour enfants, du tribunal de commerce, de la cour d’appel et du tribunal administratif de Nîmes et de la cour administrative d'appel de Toulouse.

### Intercommunalité
Depuis le 1er janvier 2013, date de sa création, la commune appartient à la communauté de communes du Piémont Cévenol, intercommunalité issue de la fusion de trois communautés de communes. Cette entité a succédé à la communauté de communes Coutach Vidourle fondée en 2003.

### Administration municipale
Le nombre d'habitants au dernier recensement étant compris entre 2 500 et 3 499, le nombre de membres du conseil municipal est de 23.

### Liste des maires
| Période                                  | Période                   | Identité                      | Étiquette    | Qualité |
| ---------------------------------------- | ------------------------- | ----------------------------- | ------------ | --- |
| Les données manquantes sont à compléter. |                           |                               |              | |
| ?                                        | ?                         | Eugène Conduzorgues-Lairolles | Républicain  | |
| Les données manquantes sont à compléter. |                           |                               |              | |
| 1883                                     | 1889                      | Jean Auzilhon                 | Républicain  | Docteur en médecine Conseiller général du canton de Quissac (1883 → 1889)                                      |
| 1889                                     | 1892                      | Jacques Triaire               |              | |
| 1892                                     | 1896                      | Albin Ducamp (1831-1906)      | Républicain  | Ancien lieutenant de vaisseau, propriétaire Ancien conseiller général du canton de Quissac (1883)              |
| 1896                                     | 1900                      | Jean Girondon                 |              | |
| 1900                                     | 1904                      | Henri Jalaguier               |              | |
| 1904                                     | 1904                      | Léon Félix Valette            |              | |
| 1904                                     | 1905                      | Antoine Roux                  |              | |
| 1905                                     | 1919                      | Jean Girondon                 |              | |
| 1919                                     | 1928                      | Jean Sipeire                  |              | |
| 1928                                     | 1935                      | Jean Turc                     |              | |
| 1935                                     | 1937                      | Eugène Gervais                |              | |
| 1937                                     | 1941                      | René Marion                   | SFIO         | Conseiller d'arrondissement (1937 → 1940)                                                                      |
| 1941                                     | 1944                      | Marcel Bastide                |              | |
| 1944                                     | 1944                      | Louis Cavalier                |              | |
| 1944                                     | mai 1953                  | René Marion                   | SFIO         | Conseiller général du canton de Quissac (1945 → 1958)                                                          |
| mai 1953                                 | mars 1977                 | Maurice Perry                 |              | |
| mars 1977                                | mars 1983                 | Désiré Rousset                | PS           | Enseignant retraité Conseiller général du canton de Quissac (1958 → 1988)                                      |
| mars 1983                                | mars 1989                 | René Clément                  |              | |
| mars 1989                                | juin 1995                 | René Drevon                   |              | |
| juin 1995                                | mars 2008                 | Robert Bresson (1948-2019)    | UDF puis UMP | Médecin psychiatre, chef d'entreprise                                                                          |
| mars 2008                                | mars 2014                 | Marc Jonget                   | PS           | |
| mars 2014                                | En cours (au 26 mai 2020) | Serge Cathala                 | DVD          | Retraité du ministère de l’Intérieur Vice-président de la CC du Piémont Cévenol Réélu pour le mandat 2020-2026 |

## Démographie
L'évolution du nombre d'habitants est connue à travers les recensements de la population effectués dans la commune depuis 1793. Pour les communes de moins de 10 000 habitants, une enquête de recensement portant sur toute la population est réalisée tous les cinq ans, les populations de référence des années intermédiaires étant quant à elles estimées par interpolation ou extrapolation. Pour la commune, le premier recensement exhaustif entrant dans le cadre du nouveau dispositif a été réalisé en 2008.

En 2022, la commune comptait 3 449 habitants, en évolution de +8,73 % par rapport à 2016 (Gard : +2,97 %, France hors Mayotte : +2,11 %).
| 1793  | 1800  | 1806  | 1821  | 1831  | 1836  | 1841  | 1846  | 1851  |
| ----- | ----- | ----- | ----- | ----- | ----- | ----- | ----- | ----- |
| 1 310 | 1 277 | 1 324 | 1 413 | 1 518 | 1 560 | 1 590 | 1 588 | 1 770 |

| 1856  | 1861  | 1866  | 1872  | 1876  | 1881  | 1886  | 1891  | 1896  |
| ----- | ----- | ----- | ----- | ----- | ----- | ----- | ----- | ----- |
| 1 736 | 1 558 | 1 556 | 1 679 | 1 608 | 1 531 | 1 532 | 1 516 | 1 552 |

| 1901  | 1906  | 1911  | 1921  | 1926  | 1931  | 1936  | 1946  | 1954  |
| ----- | ----- | ----- | ----- | ----- | ----- | ----- | ----- | ----- |
| 1 606 | 1 630 | 1 705 | 1 734 | 1 806 | 1 902 | 1 737 | 1 524 | 1 460 |

| 1962  | 1968  | 1975  | 1982  | 1990  | 1999  | 2006  | 2008  | 2013  |
| ----- | ----- | ----- | ----- | ----- | ----- | ----- | ----- | ----- |
| 1 607 | 1 716 | 1 953 | 1 923 | 2 052 | 2 272 | 2 569 | 2 649 | 3 116 |

| 2018  | 2022  | - | - | - | - | - | - | - |
| ----- | ----- | - | - | - | - | - | - | - |
| 3 259 | 3 449 | - | - | - | - | - | - | - |

## Économie

### Revenus
En 2018  (données Insee publiées en septembre 2021), la commune compte 1 359 ménages fiscaux, regroupant 3 121 personnes. La médiane du revenu disponible par unité de consommation est de 19 610 € (20 020 € dans le département). 38 % des ménages fiscaux sont imposés (43,9 % dans le département).

### Emploi
|                | 2008   | 2013   | 2018  |
| -------------- | ------ | ------ | ----- |
| Commune        | 8,8 %  | 10,4 % | 9,2 % |
| Département    | 10,6 % | 12 %   | 12 %  |
| France entière | 8,3 %  | 10 %   | 10 %  |

En 2018, la population âgée de 15 à 64 ans s'élève à 1 937 personnes, parmi lesquelles on compte 74 % d'actifs (64,7 % ayant un emploi et 9,2 % de chômeurs) et 26 % d'inactifs,. En  2018, le taux de chômage communal (au sens du recensement) des 15-64 ans est inférieur à celui de la France et du département, alors qu'en 2008 il était supérieur à celui de la France.
La commune est hors attraction des villes,. Elle compte 1 191 emplois en 2018, contre 1 139 en 2013 et 1 000 en 2008. Le nombre d'actifs ayant un emploi résidant dans la commune est de 1 283, soit un indicateur de concentration d'emploi de 92,8 % et un taux d'activité parmi les 15 ans ou plus de 53,6 %.
Sur ces 1 283 actifs de 15 ans ou plus ayant un emploi, 500 travaillent dans la commune, soit 39 % des habitants. Pour se rendre au travail, 76,9 % des habitants utilisent un véhicule personnel ou de fonction à quatre roues, 11,4 % les transports en commun, 6,8 % s'y rendent en deux-roues, à vélo ou à pied et 4,8 % n'ont pas besoin de transport (travail au domicile).

### Activités hors agriculture

#### Secteurs d'activités
359 établissements sont implantés  à Quissac au 31 décembre 2019. Le tableau ci-dessous en détaille le nombre par secteur d'activité et compare les ratios avec ceux du département,.
| Secteur d'activité                                                                                        | Commune | Commune | Département |
| Secteur d'activité                                                                                        | Nombre  | %       | %           |
| --- | ------- | ------- | ----------- |
| Ensemble                                                                                                  | 359     | 100 %   | (100 %)     |
| Industrie manufacturière, industries extractives et autres                                                | 28      | 7,8 %   | (7,9 %)     |
| Construction                                                                                              | 55      | 15,3 %  | (15,5 %)    |
| Commerce de gros et de détail, transports, hébergement et restauration                                    | 95      | 26,5 %  | (30 %)      |
| Information et communication                                                                              | 9       | 2,5 %   | (2,2 %)     |
| Activités financières et d'assurance                                                                      | 6       | 1,7 %   | (3 %)       |
| Activités immobilières                                                                                    | 10      | 2,8 %   | (4,1 %)     |
| Activités spécialisées, scientifiques et techniques et activités de services administratifs et de soutien | 51      | 14,2 %  | (14,9 %)    |
| Administration publique, enseignement, santé humaine et action sociale                                    | 70      | 19,5 %  | (13,5 %)    |
| Autres activités de services                                                                              | 35      | 9,7 %   | (8,8 %)     |

Le secteur du commerce de gros et de détail, des transports, de l'hébergement et de la restauration est prépondérant sur la commune puisqu'il représente 26,5 % du nombre total d'établissements de la commune (95 sur les 359 entreprises implantées  à Quissac), contre 30 % au niveau départemental.

#### Entreprises et commerces
Les trois entreprises ayant leur siège social sur le territoire communal qui génèrent le plus de chiffre d'affaires en 2020 sont : 
- Bervavi, supermarchés (8 790 k€)
- David Vergnon Automobiles, entretien et réparation de véhicules automobiles légers (4 609 k€)
- Sobefa, fabrication d'éléments en béton pour la construction (1 850 k€)

### Agriculture
La commune est dans les Garrigues, une petite région agricole occupant le centre du département du Gard. En 2020, l'orientation technico-économique de l'agriculture  sur la commune est la culture de fruits ou d'autres cultures permanentes.
|               | 1988 | 2000 | 2010 | 2020 |
| ------------- | ---- | ---- | ---- | ---- |
| Exploitations | 53   | 32   | 19   | 18   |
| SAU (ha)      | 726  | 718  | 348  | 351  |

Le nombre d'exploitations agricoles en activité et ayant leur siège dans la commune est passé de 53 lors du recensement agricole de 1988  à 32 en 2000 puis à 19 en 2010 et enfin à 18 en 2020, soit une baisse de 66 % en 32 ans. Le même mouvement est observé à l'échelle du département qui a perdu pendant cette période 61 % de ses exploitations,. La surface agricole utilisée sur la commune a également diminué, passant de 726 ha en 1988 à 351 ha en 2020. Parallèlement la surface agricole utilisée moyenne par exploitation a augmenté, passant de 14 à 20 ha.

## Culture locale et patrimoine

### Lieux et monuments
- La Tour des Fées, ruinée,  sur la rive droite du Vidourle
- Saint-Faustin-et-Saint-Jovite, restaurée entièrement au XVIIe siècle après les guerres de Religion, et qui possède un clocher surmonté d'un campanile en fer forgé de forme pyramidale qui abrite l'ancienne cloche des heures (fin XVIIe siècle).

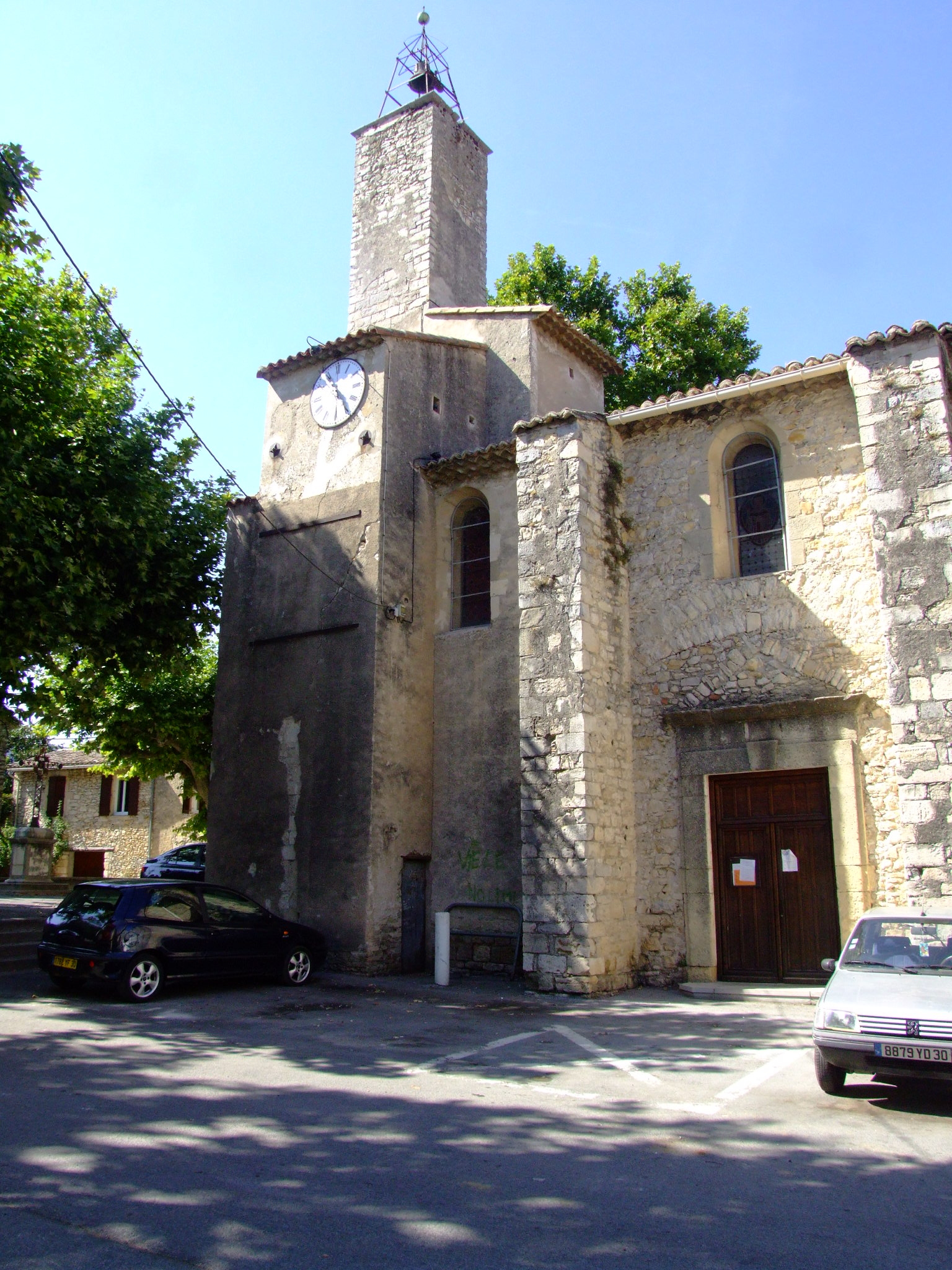
Église Saint-Faustin-et-Saint-Jovite.

- Temple protestant de Quissac : du plus pur style néoclassique des années 1830. La façade donnant sur le quai du Vidourle possède une remarquable et monumentale colonnade à cannelures (portique d'entrée) supportant un large fronton triangulaire (digne d'un palais de Justice...). L'édifice a été inscrit au titre des monuments historiques en 2012[37]. Son clocher abrite une cloche des années 1840 de 440 kg issue des ateliers Jean Baptiste de Marseille.

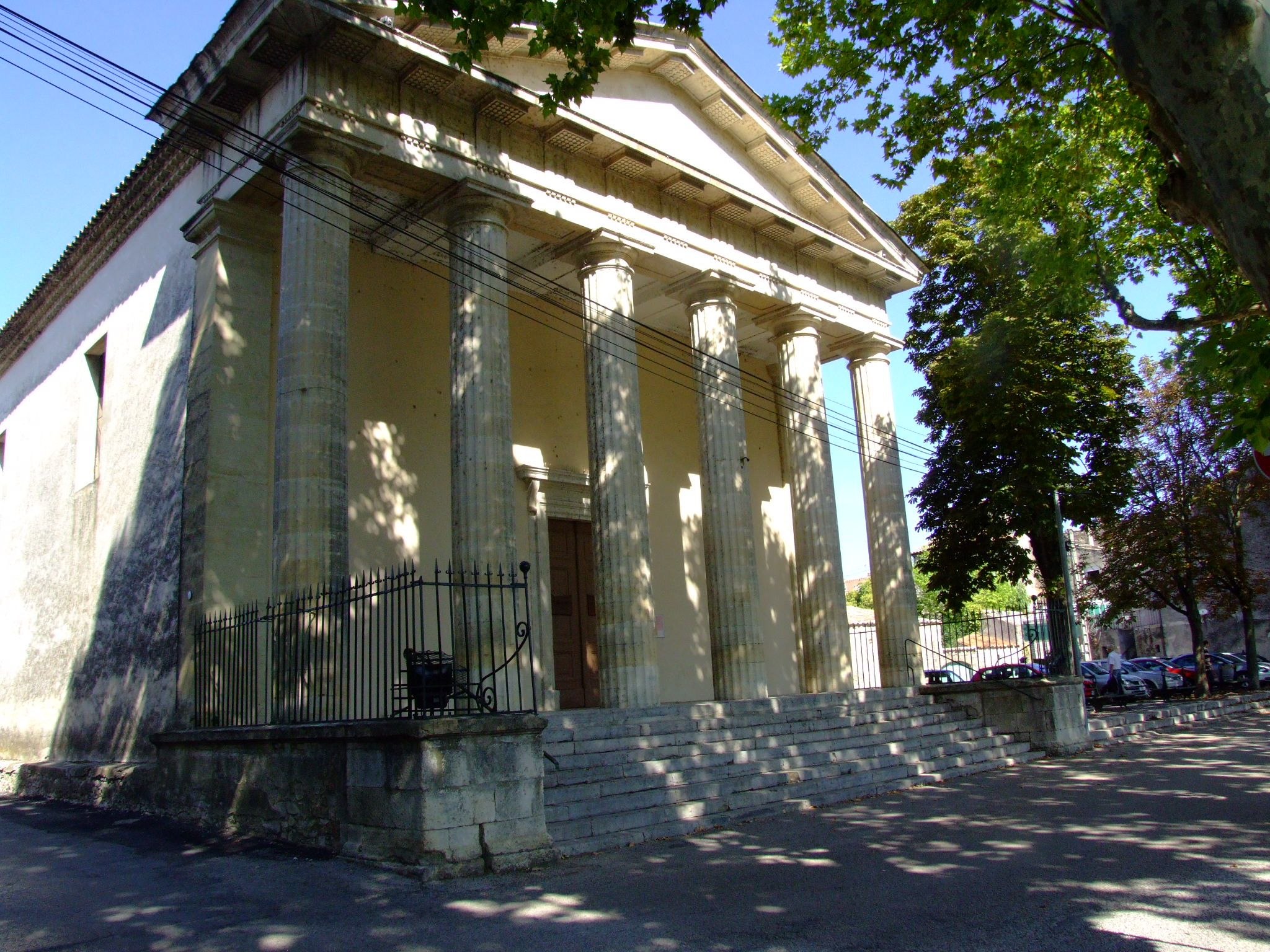
Temple protestant de Quissac.

- Hôtel de ville début XXe, de style très « parisien » et qui possède une haute toiture à 4 pans en ardoises ; un cadran d'horloge y est présent au sein d'un œil-de-bœuf sculpté ; un petit campanile avec carillon supportant 3 cloches surmonte le tout.
- Vieux pont du Vidourle bien souvent mis à mal par les crues.
- « Château de Sabatier » en direction de Sauve (privé, ne se visite pas), domaine d'origine médiévale remanié au XVIIIe siècle ; superbe et monumentale grille d'entrée, chef-d'œuvre de ferronnerie d'époque Louis XVI ; présence d'un gracieux petit campanile milieu XVIIIe en fer forgé ouvragé, abritant une cloche des heures de la même époque sur l'une des tours.

### Cultes
- Église Protestante Unie de France[38]
- Église évangélique A.D.D., route d'Anduze[39].

### Personnalités liées à la commune
- Jacques Jac (28 juillet 1745 - Quissac ✝ 7 septembre 1803 - Sommières), député français
- Pierre Coste (29 novembre 1767 - Quissac ✝ 25 avril 1834 - Nîmes), colonel du Premier Empire
- Gaston Baissette (1901-1977), médecin hygiéniste et écrivain, mort à Quissac